# International Journal of Computer Assisted Radiology and Surgery
Das International Journal of Computer Assisted Radiology and Surgery, abgekürzt Int. J. Comput. Assist. Radiol. Surg., ist eine wissenschaftliche Fachzeitschrift für interdisziplinäre Forschung, Entwicklung und klinische Anwendung von Computer Assisted Radiology and Surgery (CARS). Die Zeitschrift soll die interdisziplinäre Forschung und Entwicklung in einem internationalen Umfeld fördern, wobei der Schwerpunkt auf der Entwicklung der bildgebenden Verfahren und Computer-basierten diagnostischen und therapeutischen Verfahren sowie der Verbesserung des Qualifikationsniveaus der medizinischen Fachkräfte und der Akzeptanz von CARS in der klinischen Praxis liegt.
Die Zeitschrift wird vom Springer-Verlag im Auftrag der folgenden wissenschaftlichen Vereinigungen veröffentlicht:
- International Foundation for Computer Assisted Radiology and Surgery
- International Society for Computer Aided Surgery
- Medical Image Computing and Computer Assisted Intervention Society
- Deutsche Gesellschaft für Computer- und Roboterassistierte Chirurgie
- European Society of Medical Imaging Informatics.

Der Impact Factor der Zeitschrift lag im Jahr 2014 bei 1,707. In der Statistik des Science Citation Index belegte sie damit Rang 86 von 198 Zeitschriften in der Kategorie Chirurgie, Platz 40 von 76 Zeitschriften in der Kategorie Ingenieurwissenschaften und Platz 66 von 125 Zeitschriften in der Kategorie Radiologie, Nuklearmedizin & medizinische Bildgebung.